# National Semiconductor
National Semiconductor (skrót NS lub NSC) – amerykański producent półprzewodników, działający od 1959 do 2011 roku. 23 września 2011 został przejęty przez Texas Instruments za 6,5 miliarda dolarów.
Siedziba przedsiębiorstwa znajdowała się w Santa Clara w Kalifornii w Stanach Zjednoczonych.

## Historia

### Lata 60.
Firma została założona 27 maja 1959 w Danbury w Connecticut przez ośmiu inżynierów ze Sperry Rand Corporation. Przez pierwsze dziesięciolecie działalności produkowano głównie półprzewodniki dla zastosowań wojskowych i przemysłowych.

### Lata 70.
Rozpoczęcie produkcji elektroniki konsumenckiej (kalkulatory, zegarki elektroniczne) i komputerów mainframe.

### Lata 80.
Konkurencja z Intelem na rynku procesorów 32-bitowych; zakup firmy Fairchild Semiconductor.

### Lata 90.
Zakup firmy Cyrix (sprzedanej później VIA) i siedmiu innych spółek celem rozwijania inicjatywy „PC on a chip” – skondensowania całego komputera do jednego układu scalonego.